# Loufoque et Cie
Pour plus de détails, voir Fiche technique et Distribution.

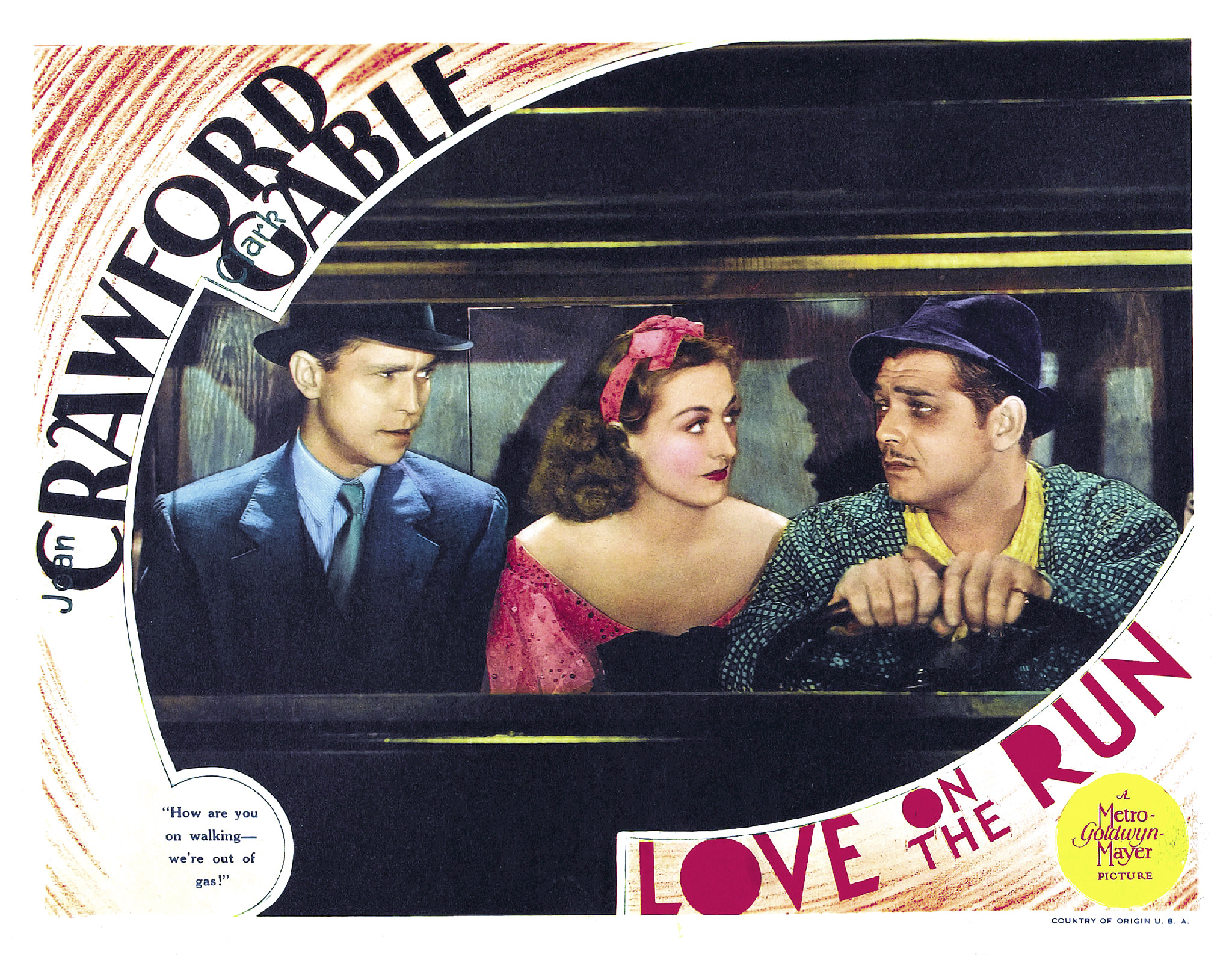
Franchot Tone, Joan Crawford et Clark Gable

Loufoque et Cie (Love on the Run) est un film américain réalisé par W. S. Van Dyke, sorti en 1936.

## Synopsis
Comédie d'aventure, le film s'attache aux péripéties d'une riche et célèbre jeune femme qui fuit son propre mariage et d'un reporter. L'action démarre à Londres où deux reporters se disputent : l'un (Clark Gable) part couvrir le mariage d'une célébrité, l'autre (Franchot Tone), le vol d'essai d'un baron, féru d'aviation. Rien ne se passe comme prévu. La jeune femme (Joan Crawford) s'enfuit avant son mariage, renonçant à un fiancé trop intéressé par son argent. Clark Gable l'aide alors et s'envole avec elle à bord de l'avion dérobé au baron. L'avion atterrit en France mais ils ont entre-temps découvert des documents d'espionnage : ils savent désormais que le baron et sa femme vont les poursuivre. Clark Gable entraîne Joan Crawford dans une course folle, tout en lui dissimulant son identité. Elle déteste les reporters et lui compte bien fournir à son journal un fantastique feuilleton relatant leurs aventures.

## Fiche technique
- Titre : Loufoque et Cie
- Titre original : Love on the Run
- Réalisation : W. S. Van Dyke
- Scénario : Gladys Hurlbut, John Lee Mahin et Manuel Seff d'après une histoire de Alan Green et Julian Brodie
- Production : Joseph L. Mankiewicz et W. S. Van Dyke (non crédité)
- Société de production et de distribution : Metro-Goldwyn-Mayer
- Musique : Franz Waxman
- Photographie : Oliver T. Marsh
- Montage : Frank Sullivan
- Direction artistique : Cedric Gibbons
- Costumes : Adrian
- Pays d'origine : États-Unis
- Format : noir et blanc - 1,37:1 - Mono (Western Electric Sound System) - 35 mm
- Genre : comédie romantique
- Durée : 80 minutes
- Dates de sortie :
  - États-Unis : 20 novembre 1936
  - France : 19 mars 1937

## Distribution
- Joan Crawford : Sally Parker
- Clark Gable : Michael 'Mike' Anthony
- Franchot Tone : Barnabus W. 'Barney' Pells
- Reginald Owen : le baron Otto Spandermann
- Mona Barrie : la baronne Hilda Spandermann
- Ivan Lebedeff : le prince Igor
- Charles Judels : le lieutenant de police
- William Demarest : l'éditeur Lees Berger
- Donald Meek : le concierge du palais de Fontainebleau
- Jimmy Aubrey : le mécano de l'avion

Acteurs non crédités
- Harry Allen : un chauffeur
- Elsa Buchanan : une cliente d'un grand magasin londonien
- George Davis : un sergent de police
- Frank Puglia : un serveur

## Autour du film
- Le tournage s'est déroulé du 19 août au 12 septembre 1936 dans les studios Metro-Goldwyn-Mayer situés à Culver City.
- Clark Gable retrouve Franchot Tone, qui jouait avec lui dans Les Révoltés du Bounty (1935). Il forme le couple principal avec Joan Crawford : il s'agit de leur sixième film ensemble, ils en tourneront sept au total.